# Mohamed Abderraouf Djouimai
Mohamed Abderraouf Djouimai, né le 1er mai 1994, est un rameur d'aviron algérien.

## Carrière
Mohamed Abderraouf Djouimai obtient la médaille d'argent de deux de couple avec Nabil Chiali aux Championnats d'Afrique d'aviron 2013 à Tunis.
Il est sacré champion d'Afrique de quatre de couple poids légers aux Championnats d'Afrique d'aviron 2014 à Tipaza.
Il est médaillé d'argent en quatre de couple poids légers aux Jeux méditerranéens de plage de 2015 à Pescara. Il remporte la médaille d'or en quatre de couple poids légers aux Championnats d'Afrique d'aviron 2015 à Tunis.
Il est médaillé d'argent en skiff poids légers aux Championnats d'Afrique d'aviron 2017 à Tunis.
Il obtient la médaille de bronze en skiff aux Championnats d'Afrique d'aviron 2022 à El-Alamein.